# Hibari
Hibari е ключ – стойност хранилище характеризиращо се със силна консистентност и висока надеждност на съхранените данни. То е разработено от Cloudian, Inc, за да поддържа предлаганите от компанията SMS услуги и Електронна поща. Hibari е с отворен код от 27 юли 2010 г.
Hibari има предназначение да се използва за изчисления в облак обслужващи ежедневно съхраняване на данни с обем по-голям от един терабайт или петабайт информация, какъвто е информационният поток в една социална мрежа.